# District de Dindori
Le Dindori (hindi : दिन्डोरी जिला) est un district de l'état du Madhya Pradesh, en Inde,

## Géographie
Au recensement de 2011, sa population compte 704 218 habitants.
Son chef-lieu est la ville de Dindori. 